# Cremna (Turchia)
Cremna (in Greco Κρῆμνα) era una città della Pisidia, facente oggi parte della Turchia. Secondo Tolomeo essa aveva la stessa longitudine della città di Sagalassos, situata anch'essa in Turchia.

## Storia
La città, fondata dai Greci, fu conquistata da Aminta, comandante delle truppe della Galazia, una regione associata allo Stato romano nel 64 a.C., poi aggiunta da Ottaviano Augusto tra i possedimenti romani. Aminta, poiché Augusto glielo aveva permesso, governò sulla città sino al 25 a.C., quando morì. Morto il suo sovrano, la città fu interamente governata dai Romani, che la ribattezzarono Col. Iul. Aug. Cremna, Colonia Iulia Augusta Cremnena. Le prime monete furono coniate sotto Adriano
Tra il 270 ed il 275, vale a dire durante il regno di Aureliano, la città visse un periodo di grande prosperità, ma nel 276 fu presa da una banda di briganti guidati da un certo Lydius, che la usò come base per i suoi saccheggi. Scacciati i briganti, essa fu annessa nella Panfilia, della quale divenne la capitale, pur avendo una popolazione molto ridotta. Fu definitivamente abbandonata durante le invasioni barbariche del III secolo, poiché la popolazione preferì rifugiarsi nel vicino villaggio di Çamlik.
La città fu riscoperta nel 1874, ma gli scavi iniziarono solo nel 1970.